# Data de Groove
Data de Groove ist der Titel des sechsten Studioalbums des österreichischen Musikers Falco sowie eines darauf enthaltenen Songs.

## Hintergrund
Das Album wurde 1990 nach langer Zusammenarbeit mit den Bolland-Brüdern und dem Misserfolg des Vorgängers Wiener Blut wieder von Falcos ursprünglichem Produzenten Robert Ponger, der seinen ersten großen Hit Der Kommissar komponierte, produziert. Es war einer von Falcos Comebackversuchen an die Chartspitze.
Der Longplayer beschäftigte sich – insbesondere in der gleichnamigen Vorab-Single – mit dem damals aufkommenden Zeitalter des Computers. Als zweiter Song wurde im Herbst 1990 Charisma Kommando, in dem es um Femdom-Praktiken geht, ausgekoppelt.
Das Album war thematisch privat weniger beeinflusst als seine beiden vorherigen Alben, die seiner vermeintlichen Tochter gewidmet waren. Trotzdem geschah in der Produktionszeit viel im Privatleben des Sängers: Er heiratete und ließ sich wieder scheiden und hatte außerdem große psychische Probleme damit, nicht mehr so erfolgreich zu sein wie zu Zeiten von Rock Me Amadeus.
In diesem Album glaubten viele Fans „den alten Falco“ wiederzuerkennen, und es gilt als sein intellektuellstes, theoretischstes und „kopflastigstes“. Der Song Bar Minor 7/11 (Jeanny Dry) gilt zudem als der einzige von Falco selbst verfasste und freigegebene dritte Teil der Jeanny-Trilogie. Das Wortspiel im Titelzusatz „Jeanny Dry“ ist zweideutig: Das englische Wort dry hört sich akustisch ähnlich an wie die Zahl drei. Und gleichzeitig soll die korrekte deutsche Übersetzung „Jeanny trocken“ wohl auch darauf hinweisen, dass dies Falcos eigene ganz trockene und nüchterne (auch im alkoholischen Sinne) Sicht auf die Jeanny-Story bzw. den Jeanny-Hype ist.
Das Album konnte nur mäßigen Erfolg verbuchen: Es erreichte in den österreichischen Charts nur Platz 11, die ausgekoppelten Singles schafften es teilweise nicht in die Charts, worauf Falco beim nächsten Album Nachtflug wieder zu seinen vorherigen Produzenten Bolland & Bolland wechselte.
Lange Zeit galt Data de Groove als einziges „reguläres“ Falco-Album out of print. Das Album gilt in der Schallplatten- und insbesondere der CD-Ausgabe als begehrte Rarität und wird teils weit über den ursprünglichen Einkaufspreisen gehandelt. Das Album unterliegt der Vermarktungslizenz der Warner Music Group. Seit Februar 2016 wird das Album zum Download auf iTunes und Qobuz sowie als Stream auf Spotify angeboten. 2022 wurde ein Remaster des Albums veröffentlicht.

## Titelliste
1. Neo Nothing – Post of All – 4:49
2. Expocityvisions – 4:10
3. Charisma Kommando – 4:49
4. Tanja P. nicht Cindy C. – 3:37
5. Pusher – 4:28
6. Data de Groove – 4:40
7. Alles im Liegen – 5:05
8. U.4.2.P.1 Club Dub – 3:43
9. Bar Minor 7/11 (Jeanny Dry) – 3:47
10. Anaconda 'mour – 0:57

Es gibt eine alternative deutsche CD-Ausgabe dieses Albums, bei dem vier Songs längere (Uncut) Laufzeiten haben:
- Data De Groove 4:57
- Neo Nothing – Post Of All 5:31
- Tanja P. Nicht Cindy C. 4:26
- Charisma Kommando 5:39

Unterscheidbar sind die CD-Ausgaben lediglich durch die Matrixnummer auf der CD selbst: 903171818-2 RSA für die normale Version und 903171818-2.2 RS für die Uncut Version.

## Bonustracks auf der 2022er Re-release-Version
1. Data De Groove (Club Mix) 6:48
2. Data De Groove (Digital-Analogue Version) 4:00
3. Data De Groove (Human Version) 3:59
4. Data De Groove (Instrumental Version) 4:57
5. Data De Groove (Full Length Version) 4:57
6. Charisma Kommando (Club Mix) 7:34
7. Charisma Kommando (Radio Version) 4:02
8. Charisma Kommando (Instrumental Club Mix) 7:34
9. Charisma Kommando (Instrumental Radio Version) 4:02
10. Charisma Kommando (Full Length Version) 5:39
11. Neo Nothing - Post Of All (Full Length Version) 5:31
12. Tanja P. Nicht Cindy C. (Full Length Version) 4:26